# Thừa cân

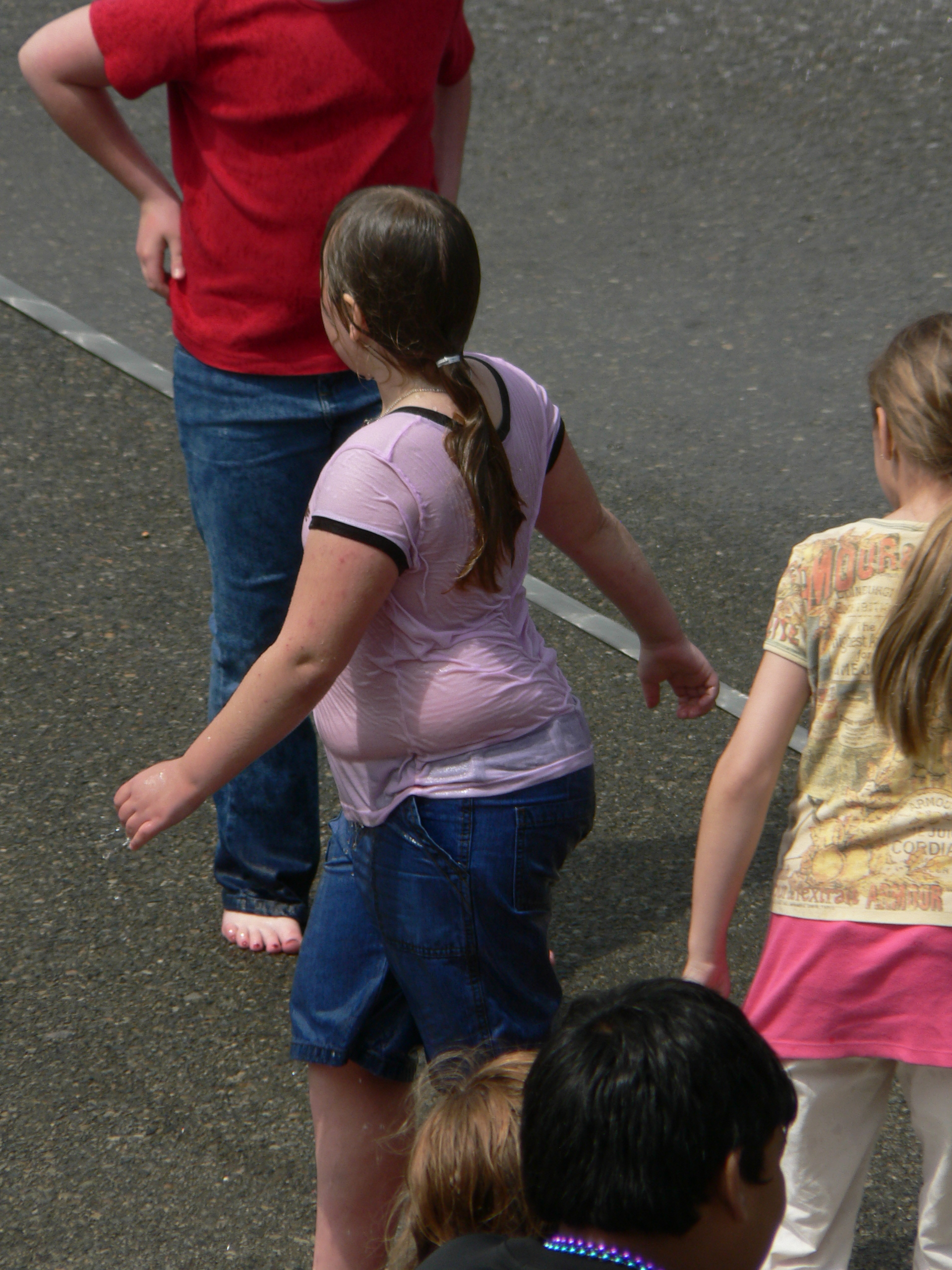
Một trẻ em phát phì

Thừa cân hay phát phì hay vỗ béo là tình trạng có nhiều chất béo trong cơ thể hơn mức khỏe mạnh tối ưu. Thừa cân thường do chế độ ăn dư thừa và ít vận động. 64% người lớn ở Hoa Kỳ bị thừa cân hoặc béo phì. Tỉ lệ này đã tăng trong bốn thập kỷ vừa qua. Thừa cân đã trở thành một "bệnh dịch" toàn cầu với hơn một tỉ người lớn bị thừa cân hoặc béo phì. Số người này ở các độ tuổi đang tăng lên. Thừa cân, phát phì là nguyên nhân của nhiều căn bệnh nguy hiểm như tiểu đường, bệnh tim mạch, ung thư, đột quỵ, huyết áp cao,... Một cơ thể khỏe mạnh cần một lượng tối thiểu chất béo cho các chức năng hoóc-môn, sinh sản, miễn dịch cũng như cách nhiệt, hấp thụ sốc ở những nơi nhạy cảm và dự trữ. Nhưng tích trữ quá nhiều chất béo làm ảnh hưởng khả năng vận động và dẻo dai cũng như làm thay đổi hình dáng bên ngoài.

## Hình ảnh

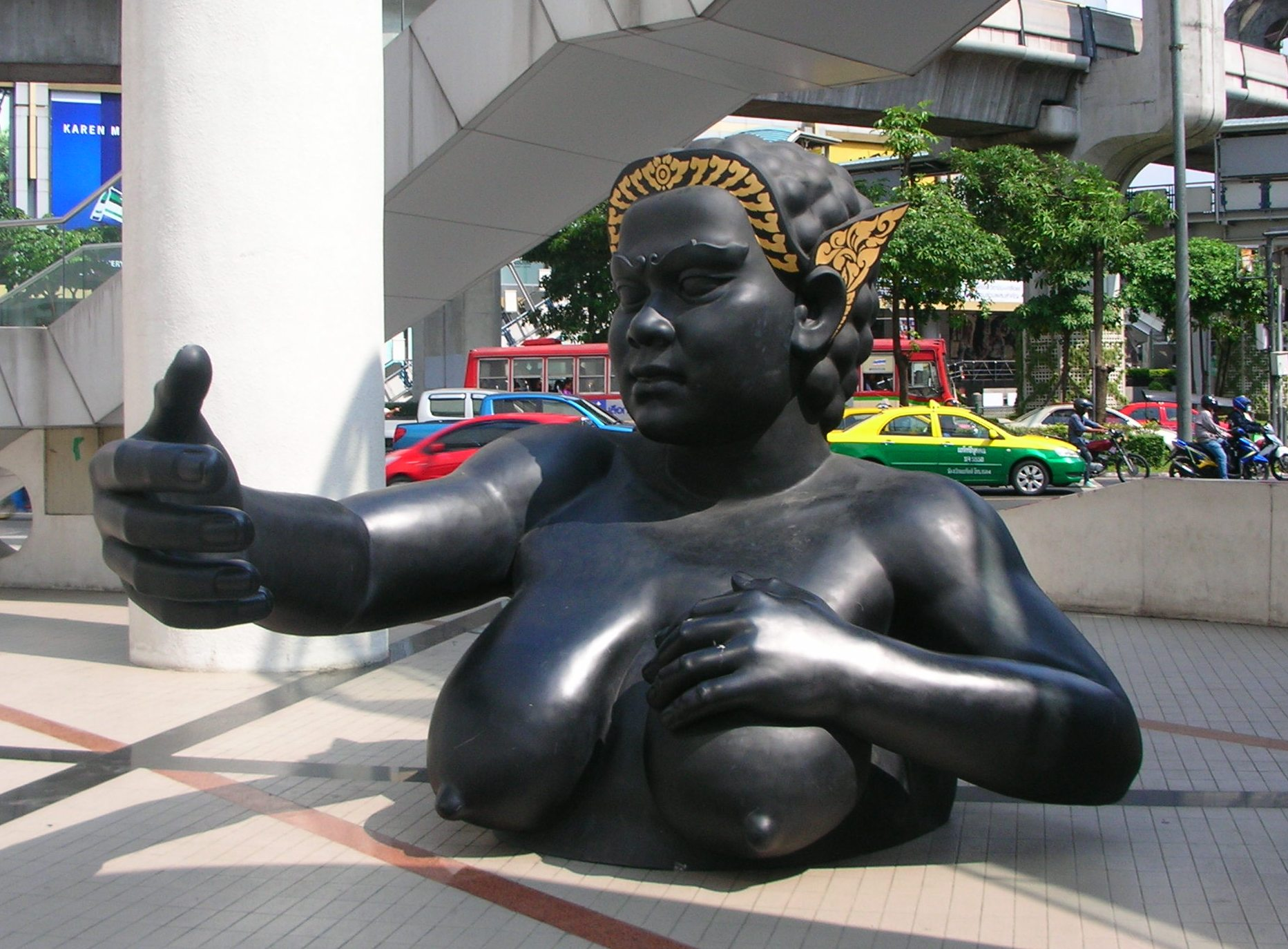
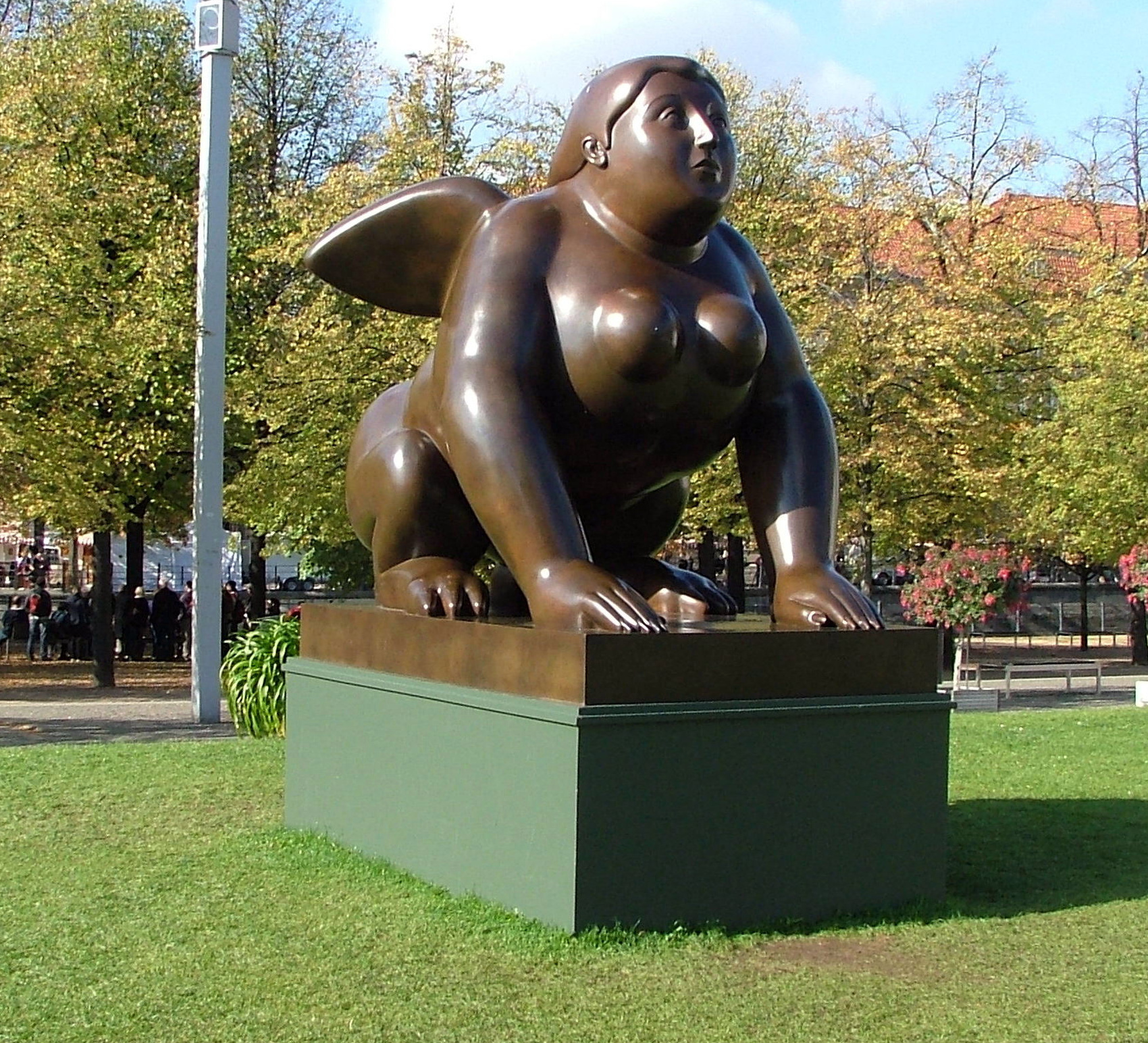
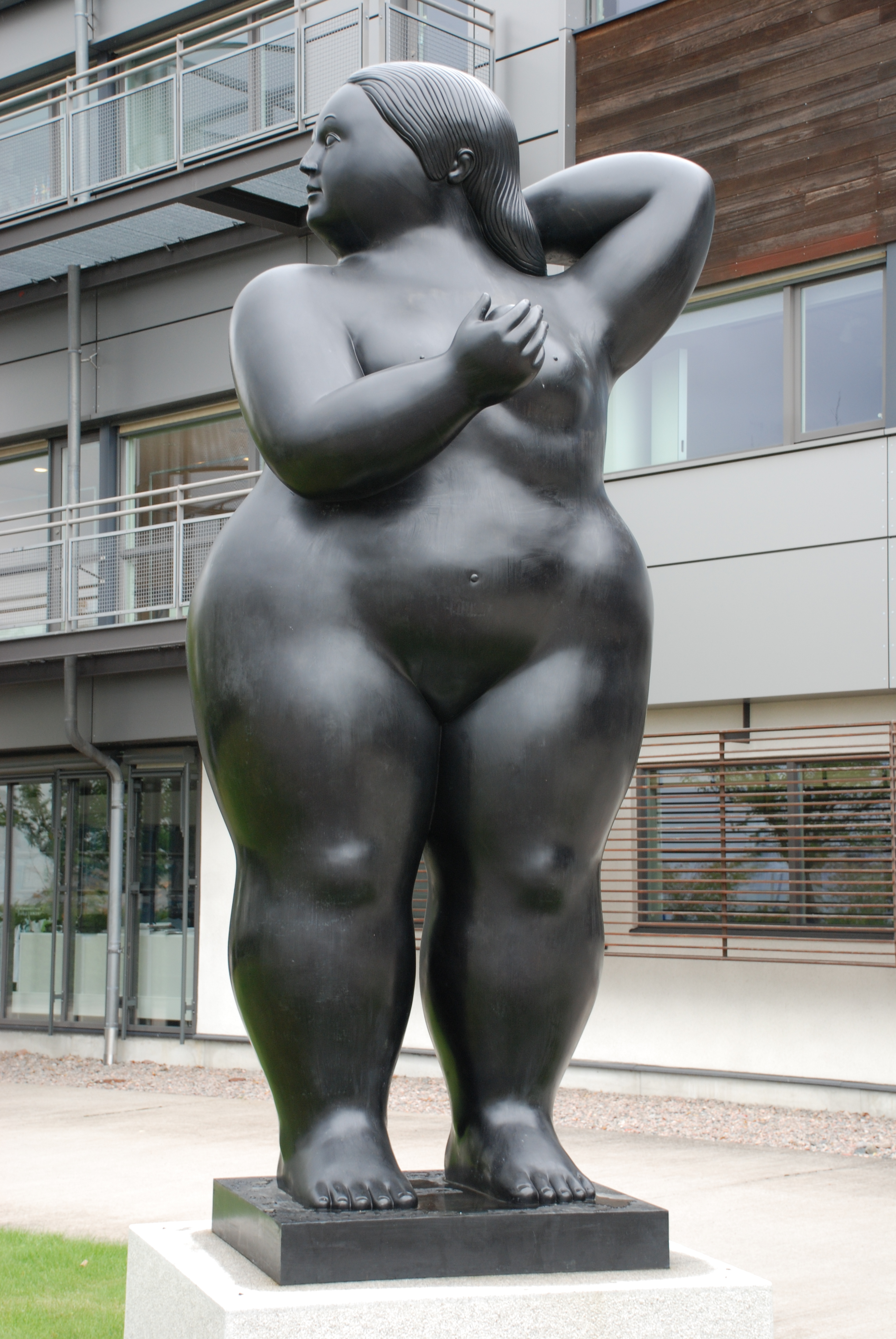
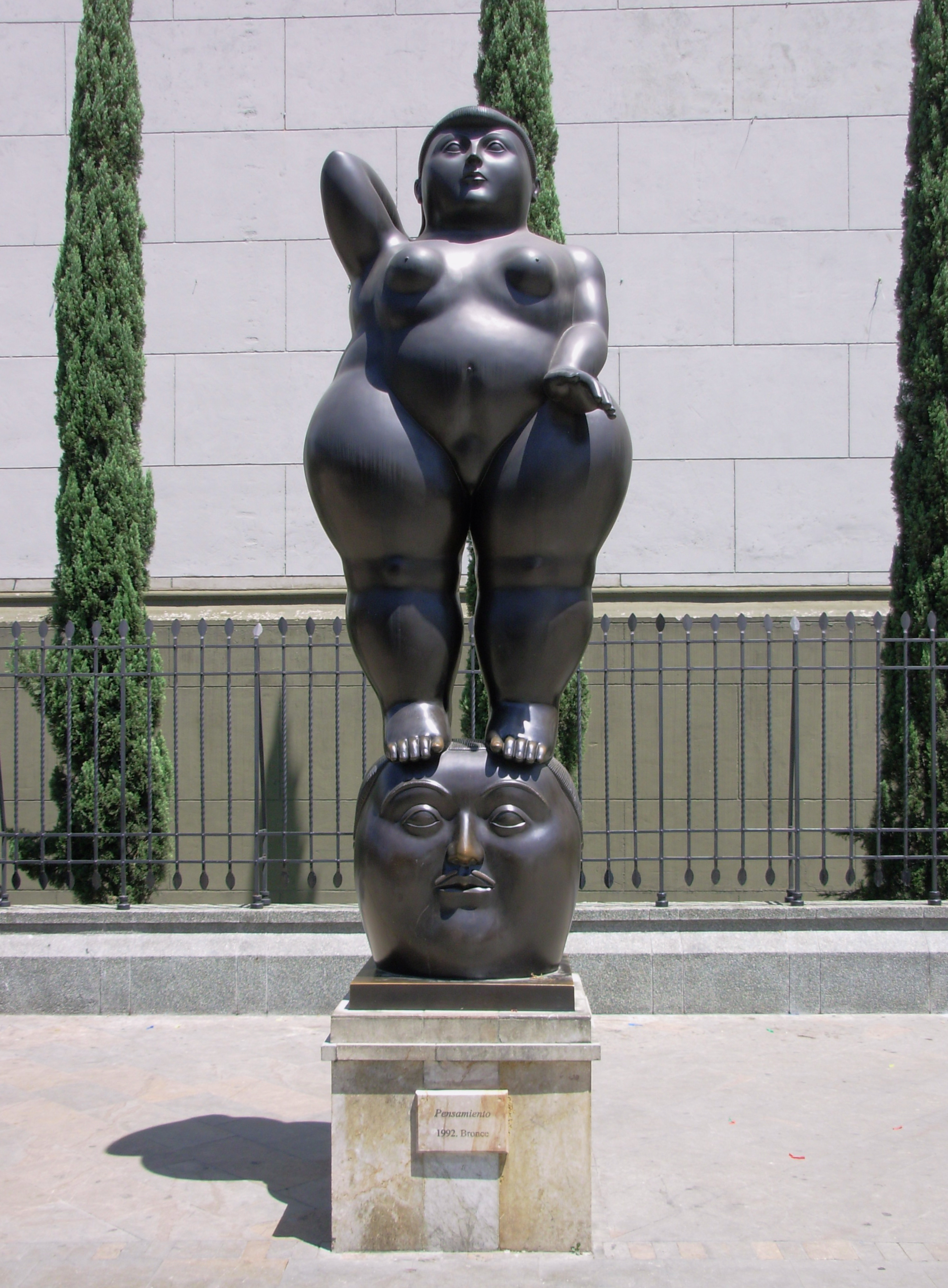
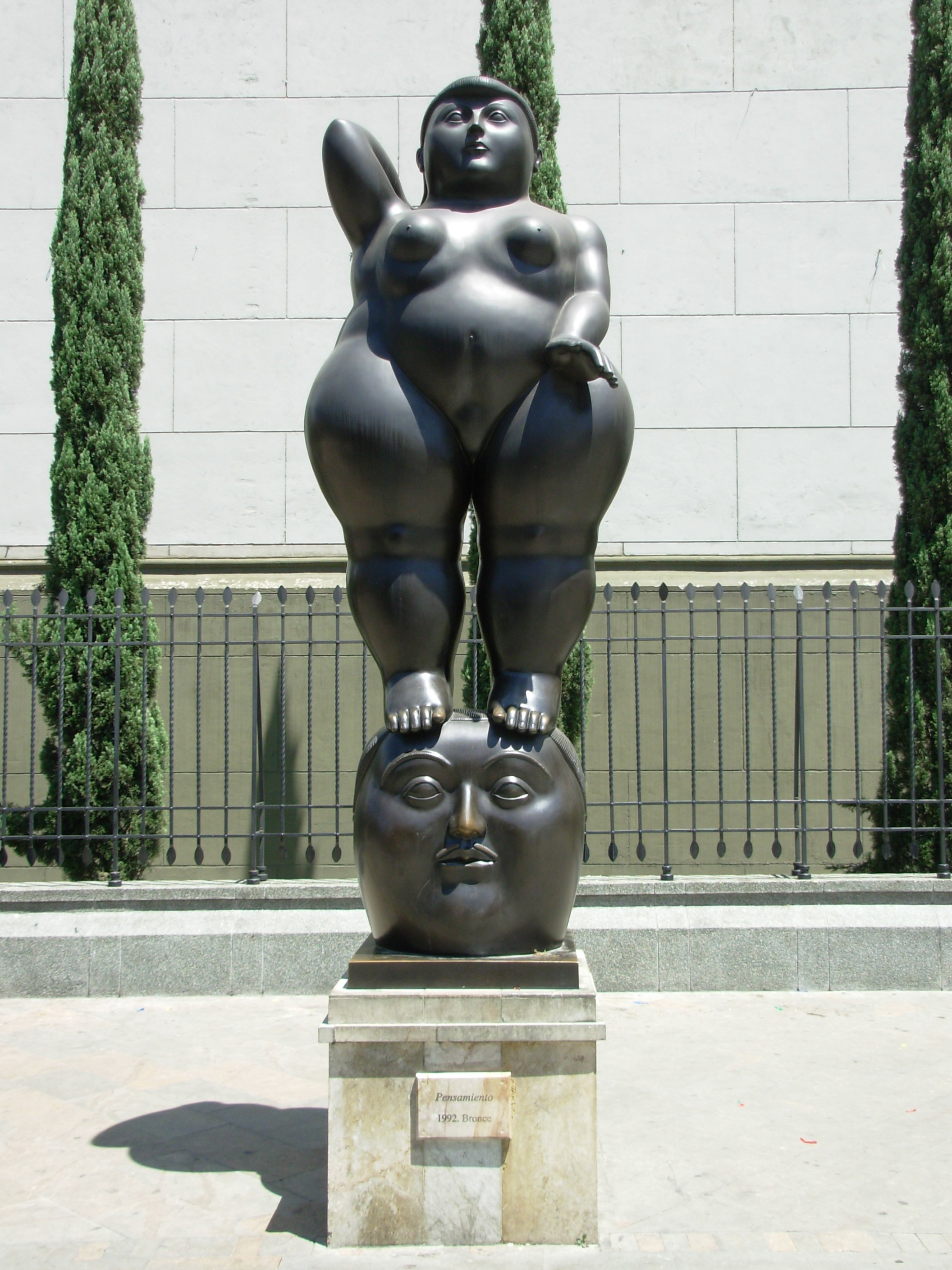